# Paterangi
Paterangi  est une localité de la région de Waikato, située dans l’Île du Nord de la Nouvelle-Zélande. 

## Situation
Elle est localisée à 10 km au nord-ouest de la ville de Te Awamutu. 
Elle est située tout près du site de l’un des pa les plus fortement fortifiés, construits durant les Guerres maories de la fin du XIXe siècle.

## Histoire
Le Pa fut appelé « Tauranga Mirumiru » et abritait les Ngati Apakura .
Le site du Pa est localisé actuellement au sein d’une ferme laitière locale.
Dans Paterangi se trouve le plus grand lac tourbeux de la région de Waikato : le lac Ngaroto (en). 
Transcrit en anglais, Ngaroto signifie simplement « le lac ».
Dans le lac Ngaroto, ont été retrouvées des sculptures en bois identifiées comme le dieu arc-en-ciel Maori Uenuku. 
Ces sculptures du dieu Uenuku sont maintenant exposées dans le musée de la localité de Te Awamutu.
William James Scott (en), un homme politique canadien, né en Écosse, vint à Paterangi en 1867 et s’y établit comme riche propriétaire terrien

## Éducation
L’école de Paterangi est une école publique, mixte, assurant le primaire , avec un effectif de 129 élèves en mars 2021.